# Rocío Del Pilar Rojas Gonzáles
Rocío del Pilar Rojas Gonzales (Iquitos, 1968) es una botánica y taxónoma peruana. Bióloga, egresada de la Universidad Nacional de la Amazonía Peruana, Perú (UNAP); con 17 años de experiencia en taxonomía de plantas vasculares, ha trabajado con comunidades rurales, estudiantes de pregrado y manejo de proyectos de investigación científica. Autora o coautor de varios artículos científicos, coeditor de libros de botánica. Su trabajo de campo le ha permitido colectar más de 7,000 especímenes botánicos de los que por lo menos una docena han resultado en ser designados como holotipos.
Ha realizado estudios detallados, planeados con el Jardín Botánico de Missouri.

## Algunas publicaciones

### Libros
- Rodolfo Vásquez Martínez, Rocío del Pilar Rojas Gonzáles. 2006. Plantas de la Amazonía peruana: clave para identificar las familias de Gymnospermae y Angiospermae. 2ª edición de Museo de Historia Natural, 258 pp.

- Rodolfo Vásquez Martínez, Rocío del Pilar Rojas Gonzáles, Henk Van Der Werff. 2010. Flora del Río Cenepa, Amazonas - Perú. Missouri Botanical Garden Press, 1568 pp.
- La abreviatura «R.Rojas» se emplea para indicar a Rocío Del Pilar Rojas Gonzáles como autoridad en la descripción y clasificación científica de los vegetales.[2]